# Llei de Bartsch
La llei de Bartsch (francès: loi de Bartsch/effet de Bartsch) en lingüística de les llengües d'oïl determina un canvi de so que es produí en l'evolució primigènia, per exemple en el desenvolupament del francès antic. Se l'anomena pel nom de lingüista que la va descriure en primer lloc, Karl Bartsch.

## Descripció
La llei de Bartsch defineix un canvi fonètic que afecta la vocal central oberta [a] en els dialectes gal·loromànics septentrionals entre els segles V i VI. Aquesta vocal, herència del llatí vulgar, se sotmeté a un tancament en una síl·laba tònica oberta quan és precedida per palatal o consonant palatalitzada. El resultat d'aquest procés en francès antic fou el diftong [ie]:
Llatí laxāre = lakˈsaːre > lajˈsier = francès antic laissier (francès actual laisser, 'deixar')
Llatí cārum = ˈkaːrum > ˈt͡ʃier = francès antic chier (francès actual cher, 'estimat')
Repareu que [ie] també és el producte de la diftongació de [ɛ] en síl·laba oberta i tònica:
Llatí pedem = ˈpedem > ˈpɛdɛ > ˈpieðɛ > ˈpie = francès antic pie (francès actual pied, 'peu')
La cronologia de la llei de Bartsch amb relació a la molt generalitzada diftongació de [a] a [aɛ] (responsable, a tall d'exemple, de les vocals finals a mare > mer, 'mar' o portāre > porter, 'portar') no ha estat establerta de manera concloent.